# 1 Live
1 Live is een radiozender van de Duitse publieke omroep Westdeutscher Rundfunk voor de doelgroep 14- tot 39-jarigen. Het station startte op 1 april 1995 als opvolger van WDR 1. Overdag wordt voornamelijk hedendaagse en alternatieve muziek gedraaid. Daarnaast wordt er veel aandacht geschonken aan Duitse nieuwkomers. De zender is te vergelijken met Radio 538 en NPO 3FM in Nederland, en MNM in België.
1 Live is via de FM en DAB in heel Noordrijn-Westfalen en aangrenzende gebieden, waaronder delen van België en Nederland te ontvangen.

1LIVE diggi

Sinds 2004 is naast het standaard kanaal ook 1 Live diggi in de lucht. Dit is een presentatie- en reclamevrije zender met muziek die lijkt op die van 1 Live.